# 데아이촌
데아이촌(出合村)은 야마구치현 서부, 아사군에 있던 촌이다. 현재의 산요오노다시에 해당한다.

## 역사
- 1889년 4월 1일 - 정촌제 시행에 의해 야마카와촌, 야마노이촌의 구역을 가지고 성립하였다.
- 1929년 4월 1일 - 아사정에 편입, 동일 데아이촌은 폐지되었다.

## 교통

### 철도
철도성 산요본선이 이 마을을 통과했지만 역은 존재하지 않는다,

## 참고문헌
- 『角川日本地名大辞典 35 山口県』角川書店、1988年。
- 山陽町史編集委員会『山陽町史』山陽町教育委員会、1984年。